# روز جهانی پیشگیری از خودکشی

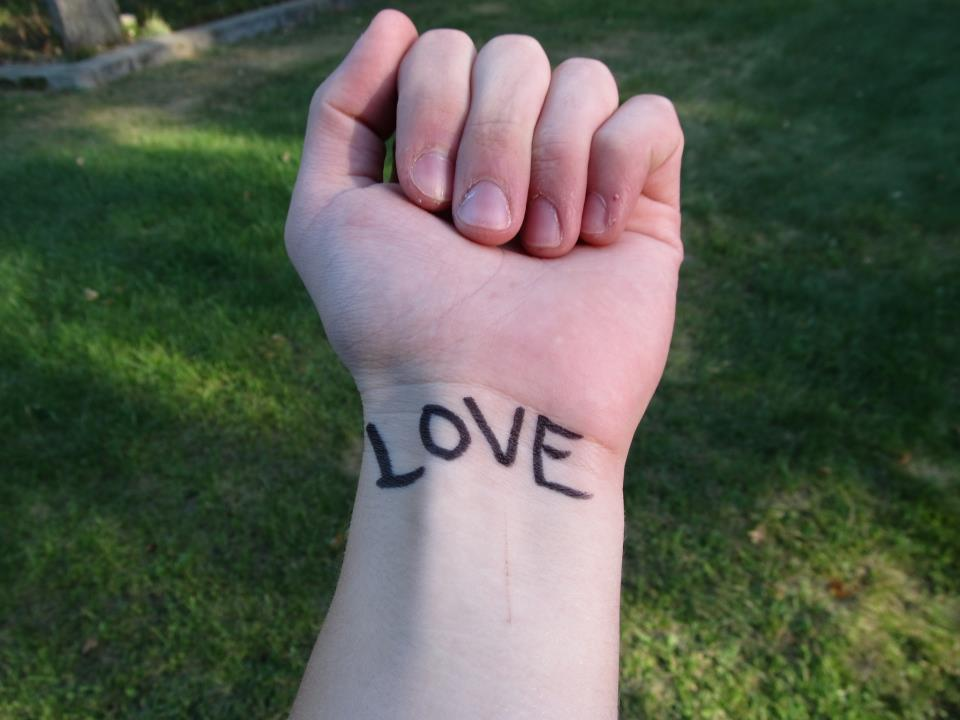
یک پیام تبلیغاتی برای آگاهی‌دهی عمومی در مورد روز جهانی پیشگیری از خودکشی. روی دست فرد در نگاره (جایی که برخی از خودکش‌ها رگ‌های آن را با تیغ می‌برند تا خودکشی کنند) واژه Love به معنی عشق نوشته شده‌است.

روز جهانی پیشگیری از خودکشی که همه ساله در ۱۰ سپتامبر و در سراسر جهان برگزار می‌شود، برای افزایش آگاهی عمومی نسبت به خودکشی و پیشگیری از آن در نظر گرفته شده‌است. مجمع جهانی پیشگیری از خودکشی (IASP) با همکاری سازمان بهداشت جهانی (WHO) و فدراسیون جهانی سلامت روان این روز را میزبانی می‌کند. در سال ۲۰۱۱ مراسم این روز در ۴۰ کشور انجام شد. سازمان ملل متحد یک 'سیاست‌نامه پیشگیری از خودکشی' را در دهه ۱۹۹۰ منتشر کرد که بسیاری کشورها از آن برای پیشگیری از خودکشی پیروی می‌کنند.
کاراهای پیچیده به هم مرتبط و گاه نامعلومی در خودکشی دخیلند … که احساس درد و ناامیدی را در فرد ایجاد می‌کنند. دسترسی به ابزار خودکشی به ویژه سلاح گرم، سموم و داروها نیز از جمله کاراهای خطرآفرینند.— Campaign release

## پیشینه
تا تاریخ ۲۰۱۱، بر پایه تخمین‌ها سالیانه ۱٬۰۰۰٬۰۰۰ تن با خودکشی به زندگی خود پایان می‌دهند. «یعنی یک خودکشی در هر ۴۰ ثانیه یا ۳٬۰۰۰ خودکشی در هر روز.» طبق آمارهای سازمان بهداشت جهانی از در کنار هر یک خودکشی موفق ۲۰ خودکشی ناموفق صورت می‌گیرد؛ این یعنی در هر ۳ ثانیه یک خودکشی ناموفق در جهان انجام می‌شود. خودکشی «مهم‌ترین سبب مرگ‌ومیر جوانان ۱۵ تا ۲۴ سال است.» آمار مرگ‌ومیر افراد بر اثر خودکشی به تنهایی بیش‌تر از آمار مرگ‌ومیر افراد در جنگ‌ها و قتل‌هاست. خودکشی سیزدهمین عامل مرگ‌ومیر در سراسر جهان است. بر پایه گزارش‌های سازمان بهداشت جهانی خودکشی عامل نیمی از مرگ‌ومیرهای خشن در جهان به حساب می‌آید. طبق گفته برایان میشارا، مدیر مجمع جهانی پیشگیری از خودکشی، «آن‌هایی که خود را می‌کشند، تعدادشان از آن‌هایی که در جنگ‌ها، حوادث وحشت‌افکنی و نزاع خیابانی کشته می‌شوند، بیشتر است.» انتظار می‌رود تا ۲۰۲۰ شمار افرادی که سالیانه خودکشی می‌کنند به بیش از ۱٫۵ میلیون تن برسد.
سازمان ملل اظهار می‌دارد که افرادی که بر اثر حمله انتحاری می‌میرند قصد خودکشی ندارند و تنها می‌خواهد دیگران را بکشند و شاید خودکشی هدف دومشان باشد.

## آفت‌کش‌ها
طبق گزارش‌های سازمان بهداشت جهانی ۱/۳ همه خودکشی‌های موفق جهان با آفت‌کش صورت پذیرفته‌است. «فروش برخی از این آفت‌کش‌ها طبق معاهدات سازمان ملل ممنوع است.» سازمان بهداشت جهانی از کشورهای آسیایی می‌خواهد تا فروش آفت‌کش‌هایی همچون ارگانوفسفات را که در بیش‌تر خودکشی‌های ناموفق مصرف می‌شود را منع یا محدود کنند. این گونه از آفت‌کش‌ها در بیش‌تر کشورها ممنوع هستند. از ۱۹۹۶ تا ۲۰۰۶ ۶۰ تا ۹۰ درصد خودکشی‌های انجام شده در چین، مالزی، مالزی، سریلانکا و ترینیداد با استفاده از آفت‌کش‌ها صورت گرفته‌است.
بر پایهٔ گزارش‌های این سازمان خودکشی‌ها با آفت‌کش در آمریکای مرکزی و آمریکای جنوبی نیز رو به گسترش گذاشته‌است. گفته شده که به منظور کاهش این گونه خودکشی‌ها، که اغلب بسیار دردناک و ناموفق هم هستند، می‌بایست گزینه‌هایی همچون خودکشی کمکی یا هومرگ آن گونه که در کشور سوئیس رواج دارد، در اختیار افراد قرار داده شود.

## کشورها
از ۳۴ کشور عضو سازمان همکاری اقتصادی و توسعه گروهی شامل کشورهای توسعه‌یافته که از اقتصاد بازار آزاد برای بهبود شاخص توسعه انسانی بهره می‌برند، کره جنوبی بیش‌ترین نرخ خودکشی را بر اساس آمار فهرست میزان خودکشی کشورها داراست. در سال ۲۰۱۱ وزارت بهداشت این کشور قوانینی را برای مقابله با این معضل به تصویب رساند.
در برخی کشورها همچون چین، نرخ خودکشی در میان جوانان ۱۵ تا ۳۴ سال در بالاترین حد است.
طبق آمارهای سازمان بهداشت جهانی در سال ۲۰۰۹ چهار کشوری که بیش‌ترین نرخ خودکشی را داشتند همگی در اروپای شرقی بودند که عبارتند از اسلوونی، روسیه، لاتویا و بلاروس. در سال ۲۰۰۳ که نخستین مراسم روز جهانی پیشگیری از خودکشی انجام شد نیز آمارها به همین منوال بود. نیز کشورهایی که کم‌ترین نرخ خودکشی را داشتند در آمریکای جنوبی، «جهان اسلام و برخی دیگر از مناطق آسیا قرار دارند.» در رابطه با بیش‌تر کشورهای آفریقایی اطلاعاتی در دست نیست.

## جنسیت
جز چین، در دیگر کشورها میزان خودکشی مردان از زنان بیش‌تر است.
در جهان غرب نرخ مرگ‌ومیر مردان بر اثر خودکشی سه یا چهار برابر زنان است.

## شعارها
- ۲۰۰۳ – "خودکشی قابل پیشگیری است!"[۱۴]
- ۲۰۰۴ – «نجات جان‌ها، بازگرداندن امید»[۱۶]
- ۲۰۰۵ – «پیشگیری از خودکشی کاری همگانی است.»[۱۷]
- ۲۰۰۶ – «با درک امیدهای تازه»[۹]
- ۲۰۰۷ – «پیشگیری از خودکشی در طول زندگی»[۱۸]
- ۲۰۰۸ – «در سطح جهانی بی‌اندیشیم، در سطح ملی برنامه‌ریزی کنیم، در سطح محلی انجام دهیم.»[۱۹]
- ۲۰۰۹ – «پیشگیری از خودکشی در فرهنگ‌های گوناگون»[۷]
- ۲۰۱۰ – «خانواده، جامعه و خودکشی»[۲۰]
- ۲۰۱۱ – «پیشگیری از خودکشی در جوامع چندفرهنگی»[۳]
- ۲۰۱۲ – «پیشگیری از خودکشی در سراسر جهان: تقویت کاراهای محافظتی و ادامه امیدواری.»[۲۱]
- ۲۰۱۳ – «بدنامی اجتماعی: یکی از موانع مهم پیشگیری از خودکشی»
- ۲۰۱۴ – «شمعی را در جوار پنجره‌ای روشن کن.»
- ۲۰۱۵ – «پیشگیری از خودکشی: رسیدگی و نجات جان‌ها»
- ۲۰۱۶ - «پیوستن، گفتگو کردن، مراقبت کردن.»
- ۲۰۱۷ - «یک دقیقه وقت بگذارید، زندگی‌ای را تغییر بدهید.»
- ۲۰۱۸ - «هم‌کاری با یکدیگر برای جلوگیری از خودکشی»